# Castelo (Lissabon)
Castelo is een bairro (wijk) en voormalige freguesia (plaats) in de Portugese gemeente Lissabon. De wijk maakt deel uit van de freguesia Santa Maria Maior en telt 355 inwoners (2011).

## Bezienswaardigheid
Het belangrijkste bouwwerk is het kasteel Castelo de São Jorge.